# The Game of France, 1940: German Blitzkrieg in the West
The Game of France, 1940: German Blitzkrieg in the West är ett strategiskt konfliktspel om slaget om Frankrike maj-juni 1940 av Jim Dunnigan och utgivet av Avalon Hill. Spelets långa titel förkortas till "France 1940" eller "Battle for France 1940" och ska inte förväxlas med ett annat spel, France '40 från 2013 av GMT Games.
Spelet byggde på en tidigare design av samme konstruktör, vilken var publicerad i tidskriften Strategy & Tactics nr 27 1971. 
I spelet ikläder sig en spelare rollen av de tyska styrkorna och den andre de allierade (franska, belgiska, holländska och brittiska) förbanden. Spelplanen föreställer norra Frankrike, Belgien, Nederländerna, Luxemburg samt delar av västra Tyskland. För att vinna måste den tyske spelaren samla ihop en viss mängd poäng (victory points), till exempel genom att inta Paris och oskadliggöra framförallt brittiska styrkor. Den allierade spelaren måste hindra detta för att nå segern. I spelets regler finns scenarion för alternativa scenarion till de historiska förutsättningarna. 

## Kritik
Spelet har kritiserats för att vara konstruerat för att upprepa det historiska resultatet och därmed obalanserat.  Kritiker menar även att det inte var avgjort på förhand att Tyskland skulle besegra Frankrike eftersom styrkeförhållandena inför slaget var jämna och t o m ibland i fransk favör.  Dock finns det också mer gynnsamma röster för spelet, om än av nostalgiska skäl. 